# Маккельдей, Фердинанд
Фердинанд Маккельдей (нем. Ferdinand Mackeldey; 5 ноября 1784, Брауншвейг — 20 октября 1834, Бонн) — немецкий юрист, правовед, педагог, профессор, доктор права.

## Биография
Сын конюшего герцога Брауншвейгского. Окончил в 1800 году Collegium Carolinum (сейчас Брауншвейгский технический университет), в 1802 году поступил в Хельмштедтский университет и в 1806 году получил там степень доктора права. Вошёл в судейскую коллегию университета в качестве аудитора, зарекомендовал себя как юрист и получил степень приват-доцента в 1807 году. В том же году внезапно потерял слух, но продолжал заниматься преподавательской деятельностью. В 1811 году стал профессором.
Читал лекции в университетах Гельмштедта, Марбурга и Бонна. В 1818 году получил должность профессора римского права в только что основанном Боннском университете.
Прусское правительство Отметило его званием тайного советника юстиции в 1824 году и орденом Красного Орла 3-й степени в 1828 году.
Его «Lehrbuch der Institutionen des heutigen Römischen Rechts» (1814), переработанный в «Lehrbuch des heutigen Römischen Rechts» (Гиссен, 1818), пользовался в своё время огромной известностью не только в Германии (14 изданий), но и за границей (был переведен на французский, итальянский, английский, испанский, греческий языки; по-русски переработка Н. Рождественского: «Римское гражданское право, изложенное по Маккельдею», СПб., 1829—30). 
Достоинство учебника — необыкновенно живое и ясное изложение предмета. Составленный в духе только что возникшей исторической школы, он был в то время лучшим руководством, хотя не отличался ни глубиной мысли, ни особой точностью сведений. 
Автор также «Theorie der Erbfolgeordnung des franz. Gesetzbuches» (1811), «Grundriss zu Vorles. über deutch. Privatrecht» (1818), «Ueber den gemein. Civilprocess» (Бонн, 1828—30), «Ueber das gemeine Lehnrecht» (ib., 1828), «Excurse über einzelne Rechtsmaterien» (ib., 1835).